# 紀元前350年
紀元前350年（きげんぜん350ねん）は、ローマ暦の年である。
当時は、「ラエナスとスキピオが共和政ローマ執政官に就任した年」として知られていた（もしくは、それほど使われてはいないが、ローマ建国紀元404年）。紀年法として西暦（キリスト紀元）がヨーロッパで広く普及した中世時代初期以降、この年は紀元前350年と表記されるのが一般的となった。

## 他の紀年法
- 干支 : 辛未
- 日本
  - 皇紀311年
  - 孝安天皇43年
- 中国
  - 周 - 顕王19年
  - 秦 - 孝公12年
  - 楚 - 宣王20年
  - 斉 - 威王7年
  - 燕 - 文公12年
  - 趙 - 成侯25年
  - 魏 - 恵王20年
  - 韓 - 昭侯13年
- 朝鮮
  - 檀紀1984年
- ベトナム :
- 仏滅紀元 : 195年
- ユダヤ暦 :

## できごと

### ペルシア帝国
- ペルシアへの反乱の中心であったシドンが、姉妹都市のテュロスやエジプトに支援を求めるが、わずかしか得られなかった。
- ヘカトムノスの次男イドリエウスが、兄マウソロスの未亡人アルテミシア2世の死後、カリアの王座を受け継ぐ。即位の直後、ペルシア王アルタクセルクセス3世の依頼により、イドリエウスは三段櫂船40艘の艦隊を用意し、8000の傭兵隊の軍を集め、アテネの将軍フォキオン指揮下のキプロスに対して派遣した。

### ギリシア
- アレクサンドロス1世が、義弟のマケドニア王ピリッポス2世が彼の従兄弟のアリュバスを退位させた後、エピロス王になる。
- ピリッポス2世がトラキアのアブデラを略奪する。

### 共和政ローマ
- ガリア人がまたもローマを脅かし、徹底的にローマとその同盟の軍に打ち負かされる。

### アメリカ大陸
- この頃、マヤ文明がメソアメリカで始まる。

### 中国
- 秦が咸陽に遷都した。
- 秦が魏と彤（現在の陝西省渭南市華州区付近）で会合した。
- 秦の商鞅が第二次変法を行った。
- 趙の成侯が死去し、公子碟は太子語と位をめぐって争ったが敗れて、韓に亡命した。太子語は即位して粛侯となった。
- 宋の剔成君が桓公を廃位して、自ら即位した。

### 科学
- アリストテレスが、月食やその他の観測を用いて、球体状の地球を論じる。 また彼は「オルガノン」で論理的な推論について論じた。
- プラトンが、固定した天球上の星が回転しているという宇宙の地動説モデルを提案する。

### 芸術
- プラクシテレスが「クニドスのアプロディーテー」を作る。オリジナルの大理石像を真似た、ローマ時代の2つのよく似た模作の複合が ローマのバチカン美術館のピオ・クレメンティーノ美術館のGabinetto delle Maschereに保存されている。
- ハリカルナッソス(現在のトルコのボドルム)のマウソロス霊廟の建設が終わる。これはペルシアのサトラップでありカリアの支配者であるマウソロスの墓であり、妻のアルテミシア2世の指揮のもと建てられた。マウソロス霊廟は、世界の七不思議の一つと見なされ、現在一部がロンドンの大英博物館に保存されている。
- エピダウロスの円形墳墓（トロス（英語版））に、コリント式柱頭が作られる。ギリシアのエピダウロスの考古学博物館に保存されている。

## 誕生
- ディカイアルコス（英語版）、ギリシアの哲学者、 地図製作者、地理学者、数学者、多方面作家（+ 紀元前285年）
- カッサンドロス、アンティパトロス朝初代のマケドニア王（+紀元前297年）

## 死去
- アルテミシア2世、カリア王マウソロスの王妃にして妹